# Internationale Hydrografische Organisatie

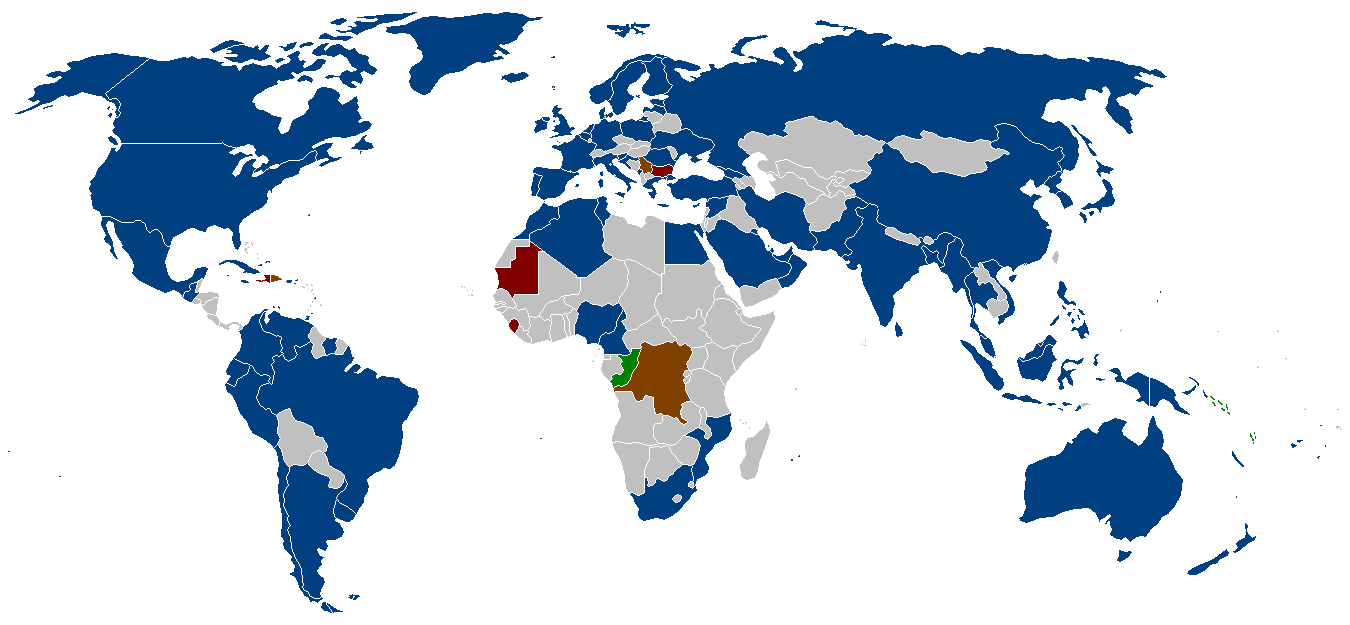
Lidstaten van de IHO

De Internationale Hydrografische Organisatie (International Hydrographic Organization (IHO)) is een intergouvernementele internationale organisatie die in 1921 is opgericht. De IHO was het gevolg van internationale conferenties en congressen die vanaf 1889 werden gehouden.

## Opbouw
De IHO bestaat uit lidstaten (vertegenwoordigd door de respectievelijke diensten der hydrografie) met supervisie vanuit het International Hydrographic Bureau waarvan het hoofdkantoor in Monaco staat. Het beleid wordt bepaald door voorzitters die worden gekozen door de lidstaten. De taak van de organisatie is het aansturen van de hydrografische activiteiten van de lidstaten. De IHO zelf beheert geen hydrografische middelen.
Het doel van de organisatie is "het ondersteunen van de veiligheid van navigatie en het beschermen van het maritieme milieu" met behulp van gecoördineerde en identieke hydrografische producten en onderzoeken en het verbeteren van de technieken van de lidstaten om deze producten te produceren.
De IHO publiceert Limits of Oceans and Seas, waarin de grenzen van de oceanen worden gespecificeerd. In 2000 werden officieel de grenzen van de Zuidelijke Oceaan vastgesteld.
Frans en Engels zijn de twee officiële talen van de organisatie.